# Tibellus macellus
Tibellus macellus är en spindelart som beskrevs av Simon 1875. Tibellus macellus ingår i släktet Tibellus och familjen snabblöparspindlar. Utöver nominatformen finns också underarten T. m. georgicus.